# Aleksiej Giermanow
Aleksiej Giermanow (ur. 1994 r. w Czeboksarach) – rosyjski aerobik, trzykrotny mistrz świata, złota medalistka World Games.
Przygodę ze sportem zaczął w 2003 roku. Na międzynarodowej imprezie zadebiutował w 2012 roku podczas mistrzostw świata w Sofii, zdobywając złoto w kroku. Ponadto zajął piąte miejsce w parach mieszanych i szóste w zawodach grupowych. Dwa lata później w Cancún wywalczył złoty medal. Tym razem z tańcu. Piąte miejsce zajął w rywalizacji grupowej, a w zawodach indywidualnych nie awansował do finału. Te wyniki pozwoliły reprezentacji Rosji na zajęcie piątego miejsca w klasyfikacji drużynowej. W 2016 roku w Inczon tuż za podium uplasował się w kroku. Piąty był w parach mieszanych, a siódmy w zawodach grupowych. Na następnych mistrzostwach świata w Guimarães powtórzył swój wyczyn z 2012 roku, zdobywając złoto w kroku. Dorzucił do tego jeszcze brąz w zawodach grupowych.
Podczas World Games 2013 w Cali wywalczył dwa srebrne medale: w kroku i tańcu. W zawodach grupowych zajął czwarte miejsce. Cztery lata później na World Games 2017 we Wrocławiu zdobył złoto w kroku.